# 노노무라 류타로
노노무라 류타로(일본어: 野々村 竜太郎 ののむら りゅうたろう[*], 1966년 7월 29일 ~ )는 일본의 전 지방의원이다. 2014년, 300만엔을 출장비로 유용한 혐의를 받아 해명 기자회견을 열었지만 기자회견에서 통곡을 하며 헛소리를 하는 등 자리에 맞지 않는 언행을 보인 사건으로 화제가 되었다.

## 발표 내용
다음은 그가 기자 회견에서 발표 한 내용이다.
誰がﾃﾞｰ！ﾀﾞﾃﾞﾆ投票ｼﾃﾞﾓ！ｵﾝﾅｼﾞﾔｵﾝﾅｼﾞﾔｵﾓﾃﾞｪｰ！ﾝｧｯ↑ﾊｯﾊｯﾊｯﾊｰｗｗｗｗｗｗｱ゛ﾝ！！このにほんﾝﾌﾝﾌﾝｯﾊ ｱｱｱｱｱｱｱｱｱ↑↑↑ｱｧﾝ！！！！！！ｱｩｯｱｩｵｩｳｱ゛ｱｱｱｱｱｱｱｱｱｱｱｱｱーーーｩｱﾝ！ｺﾉﾋﾎﾝｧｩｧｩ……ｱ゛ー！世の中を… ｳｯ…ｶﾞｴﾀﾞｲ！高齢者問題はぁ…ｸﾞｽﾞｯ…我が県のみﾝﾄﾞｩｯﾊｯﾊｯﾊｯﾊｯﾊｱｱｱｱｧｧ↑我が県のみﾝｩｯﾊｰ↑ｸﾞｽﾞｯ我が県のみな らずぅう！！ﾆｼﾝﾐﾔ…日本人の問題やないですかぁ…命がけでｯﾍｯﾍｴｴｪｴｪｴｴｲ↑↑↑↑ｱ゛ｧｱﾝ！！！ｱﾀﾞﾀﾞﾆﾊﾜｶﾗﾅｲﾃﾞｼｮｳﾈ ｴ

누가마이야-! 누구에게 투표헤도! 그게그거라 생각헤서-! 응앗↑핫...하-ㅎ...앙!! 이 일본응흥훙하아...↑↑↑아앙!!!!!!아읏아우오우우아...---으앙! 이 닐본아으아우......아-! 세상을... 웃... 바구고시허! 고령자문제느은...크응...우리 현만의듯핫...하아...↑우리 현만의응웃하-↑크응 우리 현만의 문제가 아니며어어!! 니신미야...일본인의 문제 아닙니꺼어...목숨걸고옷헷헤에...이↑↑↑↑아아앙!!! 당진은 모르겠지여어
 —  노노무라 류타로